# Museo della ceramica di Grottaglie
Il Museo della Ceramica di Grottaglie è ospitato presso il Castello Episcopio.
È il più importante museo pugliese sul tema dell'arte delle ceramiche e rappresenta il connubio tra quest'antichissima arte e la cittadina jonica.
Attualmente nel Museo possono visitarsi ben 5 differenti sezioni, così suddivise:
- Archeologica
- delle Maioliche
- della Ceramica tradizionale d'uso
- contemporanea
- Presepi